# ابتکار دفاع استراتژیک
ابتکار دفاع استراتژیک (SDI) (به انگلیسی: Strategic Defense Initiative) یکی از طرح‌های دفاعی ایالات متحده آمریکا در زمان ریاست جمهوری رونالد ریگان در دوره جنگ سرد بود.
این طرح در محافل رسانه‌ای به جنگ ستارگان نیز شهرت یافته بود.
این طرح اقدامی دفاعی در برابر حملات احتمالی موشک‌های بالستیک دوربرد اتحاد جماهیر شوروی سوسیالیستی سابق بود.